# Сарагоса (тайфа)
Тайфа Сарагоса (исп. Taifa de Zaragoza) — средневековый мусульманский эмират (тайфа) на востоке современной Испании, существовавшее в 1013—1110 годах. Столица — город Сарагоса.

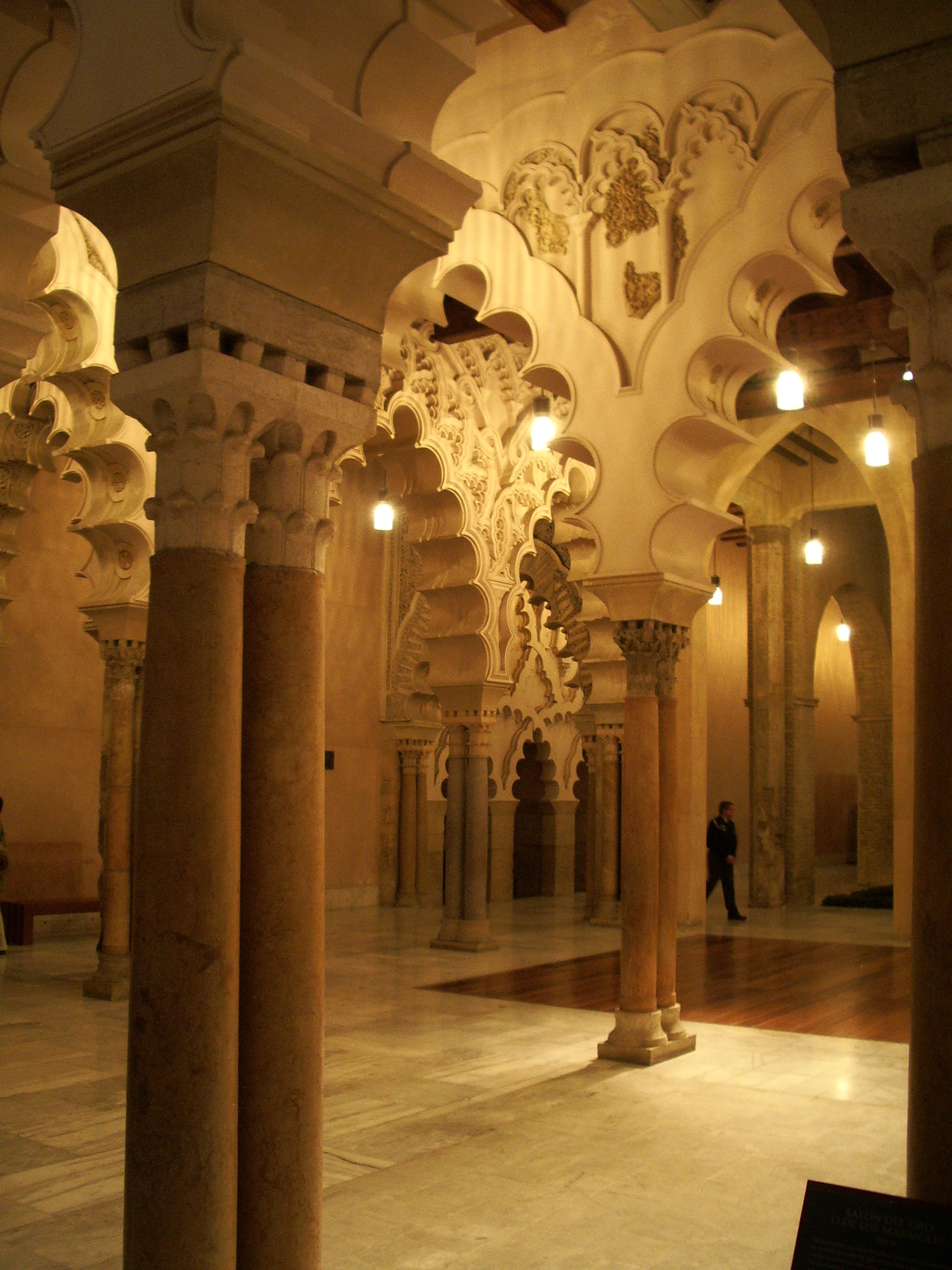
Дворец Альхаферия.

## История
Тайфа Сарагоса возникла в XI веке в результате распада Кордовского Халифата. В течение двух десятилетий (1019—1039) государством управляли правители из династии Туджибидов, после чего к власти пришли Худиды.
В 1110 году Сарагоса была захвачена Альморавидами, и последние два правителя тайфы являлись их вассалами. Затем её земли были завоёваны объединенными войсками Альфонсо I Кастильского и Рамиро II Арагонского.

## Правители

### Династия Туджибидов
- Мунзир I аль-Мансур (1019—1023)
- Яхья аль-Музаффар (1023—1029)
- Муизз ад-даула Мунзир II (1029—1038)
- Абдалла бен Хакам (1038)

### Династия Худидов
- Сулейман аль-Мустаин (1039—1046)
- Ахмад I аль-Муктадир (1046—1081)
- Юсуф аль-Мутамид (1081—1085)
- Ахмад II аль-Мустаин (1085—1110)
- Имад ад-даула Абд аль-Малик (1110—1119)
- Ахмад III аль-Мустансир (1119—1142)